# Børge Andersen
Børge Andersen (* 19. März 1934; † 8. Februar 1993) war ein dänischer Schachspieler.
Die dänische Einzelmeisterschaft konnte er viermal gewinnen: 1958, 1967, 1968 und 1973. Er spielte bei fünf Schacholympiaden: 1954, 1958, 1964, 1966 und 1974.	Außerdem nahm er zweimal an der Europäischen Mannschaftsmeisterschaft (1970 und 1973) teil.
Im Jahre 1964 wurde ihm der Titel Internationaler Meister (IM) verliehen. 